# مراد العيدودي
مراد العيدودي (3 سبتمبر 1984) من أبرز لاعبي القوى التونسيين المشاركين في دورة الألعاب البارالمبية 2008 في بيجين، حيث احتتم الدورة بميداليتين ذهبيتين وميدالية برونزية.

## روابط خارجية
- مراد العيدودي على موقع Paralympic.org (الإنجليزية)
- مراد العيدودي على موقع IPC.InfostradaSports.com (مؤرشف) (الإنجليزية)

## مواضيع ذات علاقة
- تونس في الألعاب البارالمبية الصيفية 2008
- تونس في الألعاب البارالمبية